# Heterotanoides cognatus
Heterotanoides cognatus is een naaldkreeftjessoort uit de familie van de Heterotanoididae. De wetenschappelijke naam van de soort is voor het eerst geldig gepubliceerd in 1997 door Bamber & Bird.